# Mark Taratushkin

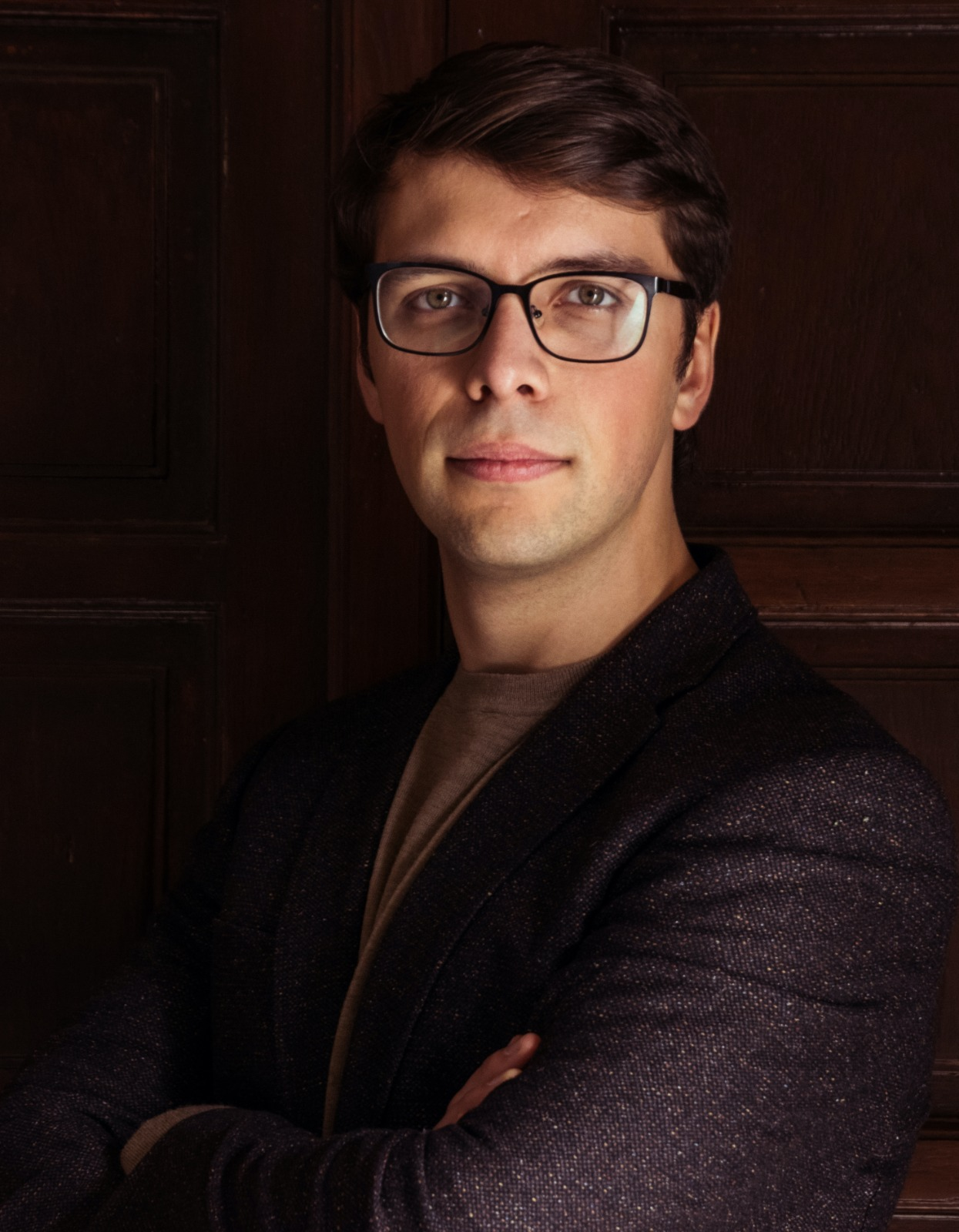
Mark Taratushkin

Mark Taratushkin (* 22. Januar 1990 in der Ukraine) ist ein in Berlin lebender russischer Pianist. Seine Repertoire-Schwerpunkte fokussieren sich auf die Klavierwerke des 20. Jahrhunderts und die Musik der deutschen Romantik und umfassen die schwierigsten Werke der Klavierliteratur wie die Etüden von Béla Bartók, die Klavierkonzerte von Sergej Prokofjew oder die Paganini-Variationen von Johannes Brahms.

## Werdegang
In der Ukraine geboren, erhielt er  im Alter von 5 Jahren Klavierunterricht an der Musikschule. Wenig später folgten die ersten Auszeichnungen und Preise auf  dem Anton-Rubinstein-Wettbewerb (Paris), beim Wettbewerb The Muse (Santorini) und bei der Jakow Flier International Piano Competition (Moskau). Anschließend folgte der Umzug nach Moskau, der ihm die Aufnahme an der zentralen Musikschule ermöglichte. Diese  Schule gilt als  Ausbildungsstätte für junge Nachwuchskünstler, an der die Harmonielehre, Liedbegleitung und Musiktheorie bereits im Alter von 11 Jahren perfektioniert wurden. Dort nahm er  an Meisterkursen bei Pavel Nersessian und Dmitri Baschkirow teil. Das spiegelte sich vor allem in seinen Konzertprogrammen wider, die aus  technisch anspruchsvollen Klavierwerken zusammengesetzt waren. So spielte er bereits im Alter von 14 Jahren Werke wie “Islamei” von M. Balakirew und „Études d’exécution transcendante” von F. Liszt.
Wenig später trat er dem Moskauer Tschaikowsky Konservatorium bei, wo er bei N. Trull studierte und sich auf die philosophischen und existenziellen Aspekte der Musik fokussierte. Zu diesem Zeitpunkt entwickelte er die Liebe zur Musik des 20. und 21. Jahrhunderts und beschäftigte sich eng mit Werken von Bartok, Prokovfjew, Barber und Ginastera.
Mit den Einflüssen einer  russischen Schule ging er nach seinem Abschluss am Moskauer Konservatorium im Jahr 2013 nach Deutschland, um dort an der Hochschule für Musik, Theater und Medien in Hannover unter der Anleitung von G. Zitterbart zu lernen. Gefolgt von verschiedenen Stipendien zog Taratushkin nach Berlin, um unter der Anleitung von K. Hellwig an der Universität der Künste zu studieren. In Deutschland konzentriert sich Mark Taratushkin auf Musik der Wiener Klassik und Spätromantik und vertieft sein Verständnis für die strukturellen Besonderheiten der Musik und beschäftigt sich eng mit den pädagogischen Aspekten des Klavierspielens. Diese nutzt er heute, um neue Talente zu fördern und sowohl als Dozent der Schostakowitsch Musikschule sowie als Privatlehrer zu unterrichten.
Im Jahr 2015  veröffentlichte er sein Debüt-Album „Klavierwerke von Bartok und Prokofjew“. Hierfür wählte er Werke  des 20. Jahrhunderts aus wie  die drei Etüden von Béla Bartók, welche vom Komponisten selbst als „unspielbar“ beschrieben wurden, und die vier Etüden von Sergei Prokovfjew. Der Veröffentlichung folgte eine CD-Tour durch Deutschland sowie Italien.
Mark Taratushkin trat sowohl als Solo- wie auch als Kammermusiker international  in China, Japan und Europa auf. Er spielte u. a. in  der Berliner Philharmonie, dem Gasteig München und der Rudolf-Oetker-Halle.
Darüber hinaus war Mark Taratushkin ein  Gast auf  Musikfestivals. Besonders waren  die Projekte „Enrique Granados: Zum 100. Todesjahr“ beim Crescendo-Festival, wo die unbekannten Kammermusikwerke des Komponisten aufgeführt wurden, oder die Aufführung des Klavierkonzerts Nr. 1 von D. Schostakowitsch gemeinsam mit David Guerrier beim Santander Musikfestival sowie das  Schubert gewidmete Programm „Der Wanderer“ mit 4. Impromptus Op. 90, G-Dur Fantasie Op. 894 und die  Liederbearbeitungen von Franz Liszt wie der „Erlkönig“ und „Gretchen am Spinnrade“. Seine Auftritte wurden  mehrmals aufgenommen und von  WDR 3, BR, Kulturradio Berlin, Radio Orpheus übertragen.

## Preise und Auszeichnungen
- 1.Preis in dem nationalen «Yakov Flier» Klavierwettbewerb (Moskau, Russland)
- 1.Preis in dem A. Rubinstein Klevierwettbewerb (Paris, Frankreich)
- 3.Preis in dem “The Muse” Klavierwettbewerb (Santorini, Griechenland)
- Diplom in dem Campillos Klavierwettbewerb (Campillos, Spanien)
- Publikumspreis in dem “San Daniele IPM” (San Daniele, Italien)
- 6.Preis und “Lutoslawski Preis” in dem Normandy European Klavierwettbewerb (Caen/Ouistrehaim, Frankreich)
- Stipendiatenschaft der „Clavarte“-Stiftung[3]
- Stipendiatenschaft der „Paul Hindemith” Gesellschaft und “Ottilie-Selbach-Redslob“-Stiftung
- Stipendiatenschaft der schweizerischen Stiftung „Foundation Clavarte“
- Stipendiatenschaft der Yehudi Menuhin Live Music Now Hannover e.V. und Berlin e.V.
- Stipendiatenschaft der „Ad Infinitum“ Stiftung

## Fachlehrer
- 09/2008 – 07/2013: N.V. Trull (P.I. Moskauer Tschaikowsky Konservatorium)
- 10/2012 – 10/2013: G. Zitterbart (Hochschule für Musik, Theater und Medien Hannover)
- 10/2013 – heute: K. Hellwig (Universität der Künste Berlin)

## Diskografie
- Prokofiev & Bartok: Piano Works by Mark Taratushkin[2]